# سباستین بیدرلاک
سباستین بیدرلاک (انگلیسی: Sebastian Biederlack؛ زادهٔ ۱۶ سپتامبر ۱۹۸۱) بازیکن هاکی روی چمن اهل آلمان است.